# Naim Krieziu
Naim Krieziu (ur. 4 stycznia 1918 roku w Đakovicy w Kosowie, zm. 20 marca 2010 w Rzymie) – piłkarz albański grający na pozycji napastnika, a po zakończeniu kariery trener.

## Życiorys
Krieziu rozpoczynał karierę w albańskim klubie SK Tirana. W 1939 roku wyjechał do włoskiej Romy. W drugim sezonie gry w rzymskim klubie wywalczył miejsce w podstawowej jedenastce, a w sezonie 1941/1942 wywalczył swoje pierwsze i jedyne w karierze mistrzostwo Włoch (w mistrzowskim sezonie rozegrał 26 meczów i zdobył 3 gole). Po II wojnie światowej był jednym z najlepszych i najskuteczniejszych zawodników "giallo-rossich". W 1947 roku przeszedł do SSC Napoli, ale pomimo tego, że zdobył 9 goli, jego zespół spadł do Serie B. Do Serie A, Napoli z Naimem w składzie wróciło 2 lata później, w 1950 roku. Krieziu w drużynie z Neapolu grał do 1953 roku (w sezonie 1952/1953 nie rozegrał żadnego spotkania). Przez sezon grał w Torre del Greco w Serie C2 i następnie zakończył piłkarską karierę w wieku 36 lat.
Po zakończeniu kariery zawodniczej Krieziu został trenerem i między innymi prowadził AS Romę w latach 60., a potem był dyrektorem generalnym (Krieziu uważany jest za odkrywcę talentu Giuseppe Gianniniego). Do śmierci mieszkał w Albanii i był jednym z niewielu jeszcze żyjących piłkarzy, którzy mieli udział w zdobyciu przez Romę jej pierwszego "scudetto".
| Sezon   | Klub            | Kraj    | Rozgrywki           | Mecze | Bramki |
| ------- | --------------- | ------- | ------------------- | ----- | ------ |
| 1937/38 | SK Tirana       | Albania | Kategoria Superiore | ?     | ?      |
| 1938/39 | SK Tirana       | Albania | Kategoria Superiore | ?     | ?      |
| 1939/40 | AS Roma         | Włochy  | Serie A             | 5     | 0      |
| 1941/42 | AS Roma         | Włochy  | Serie A             | 23    | 6      |
| 1942/43 | AS Roma         | Włochy  | Serie A             | 9     | 0      |
| 1944    | AS Roma         | Włochy  | mistrzostwa wojenne | 18    | 11     |
| 1945/46 | AS Roma         | Włochy  | Serie A             | 33    | 11     |
| 1946/47 | AS Roma         | Włochy  | Serie A             | 32    | 6      |
| 1947/48 | SSC Napoli      | Włochy  | Serie A             | 33    | 9      |
| 1948/49 | SSC Napoli      | Włochy  | Serie B             | 35    | 6      |
| 1949/50 | SSC Napoli      | Włochy  | Serie B             | 40    | 9      |
| 1950/51 | SSC Napoli      | Włochy  | Serie A             | 37    | 11     |
| 1951/52 | SSC Napoli      | Włochy  | Serie A             | 23    | 4      |
| 1952/53 | SSC Napoli      | Włochy  | Serie A             | 37    | 11     |
| 1953/54 | Torre del Greco | Włochy  | Serie C2            | 22    | ?      |